# Институт биофизики СО РАН
Институ́т биофизики СО РАН — один из научно-исследовательских институтов Красноярского научного центра Сибирского отделения Российской академии наук. Расположен в Красноярске.

## Общие сведения
Среди основных направлений научной деятельности биофизика (включая природные экологические системы, моделирование и прогноз их состояния) и биотехнология живых систем (включая замкнутые искусственные системы). В Институте была разработана и осуществлена первая замкнутая экологическая система, включающая человека — БИОС-3.

## История
Институт создан в 1981 году на базе отдела биофизики Института физики им. Л.В. Киренского СО РАН.

## Директора
- 1981—1984 — Терсков, Иван Александрович, академик АН СССР
- 1984—1996 — Гительзон, Иосиф Исаевич, академик АН СССР и РАН
- 1996 — Дегерменджи, Андрей Георгиевич, академик РАН

## Структура
- Направление исследований - биофизика экосистем:
  - Лаборатория биофизики экосистем
  - Лаборатория теоретической биофизики
  - Лаборатория радиоэкологии
  - Лаборатория экологической информатики
  - Лаборатория экспериментальной гидроэкологии
  - Международный Центр Замкнутых Экосистем
  - Группа советника РАН

- Направление исследований - биотехнология:
  - Лаборатория фотобиологии
  - Лаборатория управления биосинтезом фототрофов
  - Лаборатория хемоавтотрофного биосинтеза
  - Лаборатория экологической биотехнологии
  - Лаборатория бактериальной биолюминесценции
  - Аналитическая лаборатория

## Дирекция
- Директор — Дегерменджи, Андрей Георгиевич, академик РАН